# Гартманн Грассер
Гартманн Грассер (нім. Hartmann Grasser; 23 серпня 1914, Ґрац, Австро-Угорщина — 2 червня 1986, Кельн, ФРН) — німецький льотчик-ас, майор люфтваффе (1944). Кавалер Лицарського хреста Залізного хреста з дубовим листям.

## Біографія
В молодості брав участь в нацистському русі в Австрії, був переслідуваний за політичними мотивами і в 1934 році емігрував в Німеччину. В 1936 році вступив в люфтваффе. Після закінчення авіаційного училища зарахований в 3-ю ескадрилью 152-ї винищувальної ескадри, в січні 1940 року — в 1-шу групу 52-ї важкої винищувальної ескадри, в червні 1940 року — в 6-ту ескадрилью 2-ї важкої винищувальної ескадри. Учасник Французької кампанії і битви за Британію. З лютого 1941 року — ад'ютант 51-ї винищувальної ескадри, якою командував його близький друг Вернер Мьольдерс. Учасник Німецько-радянської війни. З 1 серпня 1941 року — командир 5-ї ескадрильї, з 4 вересня 1941 року — 2-ї групи своєї ескадри. Учасник боїв в районі Калуги, Брянська і Дугіно. В листопаді 1942 року група Грассера була перекинута в Північну Африку. 7 червня 1943 року переведений в штаб 4-ї винищувальної дивізії в Парижі. З 28 квітня по 31 травня 1944 року — командир 3-ї групи 1-ї винищувальної ескадри в Падерборні, з 14 жовтня 1944 по 7 лютого 1945 року — 2-ї групи 110-ї винищувальної ескадри в Ґраці. Всього за час бойових дій здійснив понад 700 бойових вильотів і збив 103 ворожі літаки, з них 83 радянські. В травні 1945 року взятий в полон американськими військами і був переданий радянській владі. В 1949 році звільнений і переїхав в Індію, де працював інструктором з підготовки льотчиків цивільної авіації. В 1950/51 роках — радник з ВПС Міністерства оборони Сирії. В 1951 році повернувся в Німеччину, працював в металургійній промисловості. В 1953 році відмовився вступити у ВПС ФРН.

## Нагороди
- Нагрудний знак пілота
- Медаль «У пам'ять 13 березня 1938 року»
- Медаль «У пам'ять 1 жовтня 1938» із застібкою «Празький град»
- Залізний хрест
  - 2-го класу (17 вересня 1939)
  - 1-го класу (7 липня 1940)
- Лицарський хрест Залізного хреста з дубовим листям
  - лицарський хрест (4 вересня 1941)
  - дубове листя (№ 288; 31 серпня 1943) — вручене особисто Адольфом Гітлером 22 вересня.
- Авіаційна планка винищувача в золоті з підвіскою «700»
- Медаль «За зимову кампанію на Сході 1941/42»
- Німецький хрест в золоті (19 вересня 1942)
- Нагрудний знак «За поранення» в чорному
- Нарукавна стрічка «Африка»